# Jerez de los Caballeros
Jerez de los Caballeros je španělské město situované v provincii Badajoz (autonomní společenství Extremadura).

## Poloha
Obec je vzdálena 72 km od města Badajoz, 108 km od Méridy a 440 km od Madridu. Patří do okresu Sierra Suroeste a soudního okresu Jerez de los Caballeros. Nachází se zde barokní kostel Vtělení Panny Marie.

## Historie
V roce 1594 tvořila obec část provincie León de la Orden de Santiago a čítala 1963 obyvatel. V roce 1834 se obec stává součástí soudního okresu Jerez de los Caballeros. V roce 1842 čítala obec 1 691 usedlostí a 6 120 obyvatel.

## Odkazy

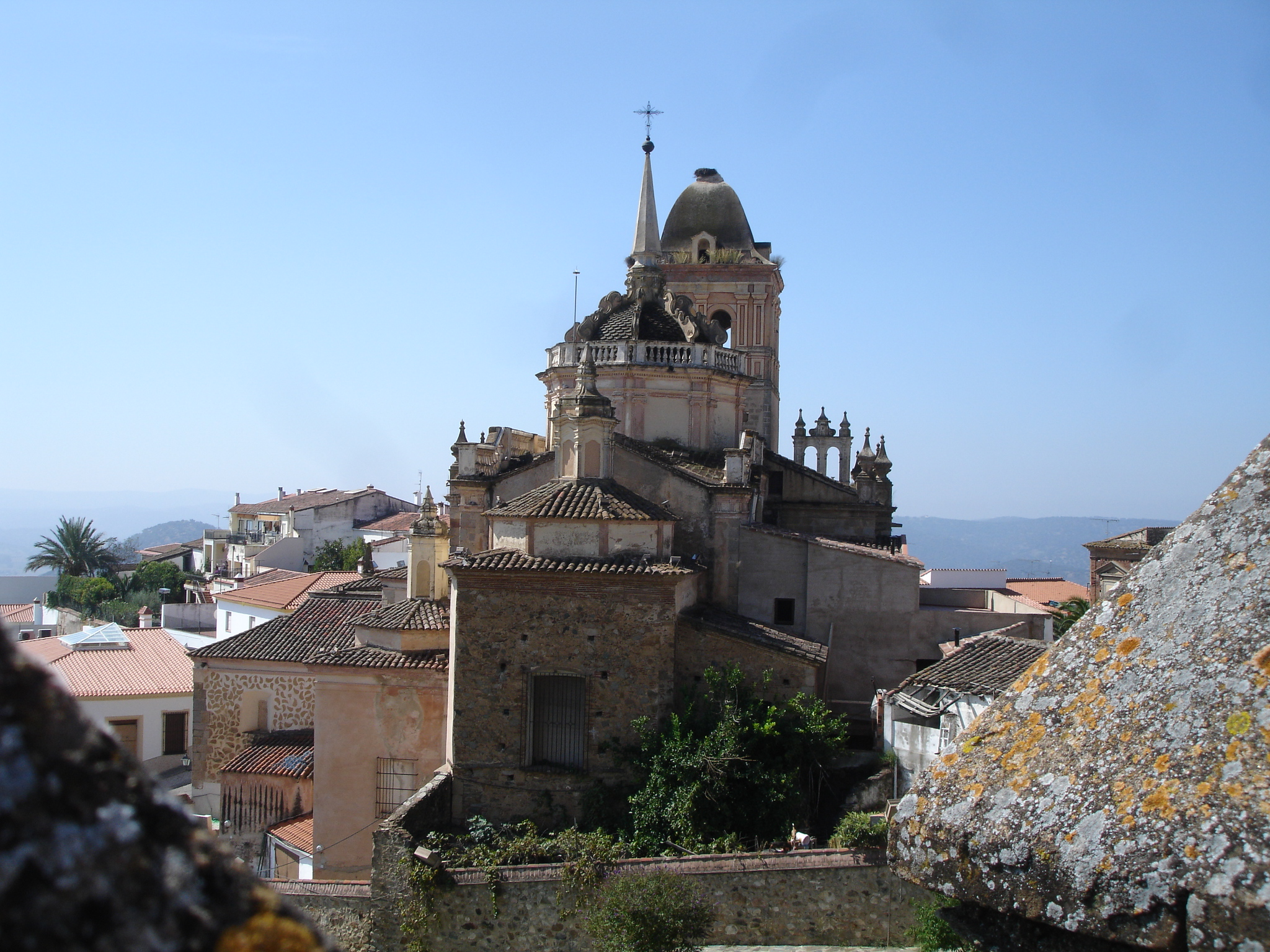
Barokní kostel Vtělení Panny Marie

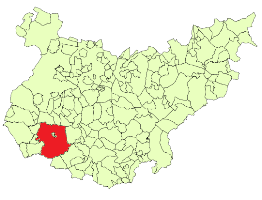
Poloha obce v provincii Badajoz

## Demografie
| 1842   | 1857   | 1860   | 1877   | 1887   | 1897   | 1900   | 1910   | 1920   |
| 6 120  | 8 295  | 8 345  | 8 463  | 8 953  | 8 936  | 10 271 | 10 940 | 14 991 |
| 1930   | 1940   | 1950   | 1960   | 1970   | 1981   | 1991   | 2001   | 2010   |
| 15 021 | 16 154 | 15 966 | 19 268 | 11 598 | 10 102 | 10 295 | 9 492  | 9 980  |